# 工場
工場（こうじょう、こうば、英:factory）は、
- 生産用の機械をそなえておりそれを使用して工員が製品の製造や加工に従事する施設。製造・生産や加工するための施設や家屋。生産のための工場を生産工場、加工のための工場を加工工場と総称する。
- 既成の機械製品の整備（点検・保守も含む）を行う施設。整備のための工場を整備工場と総称する。

工場（こうじょう）は大規模な施設を指し、工場（こうば）は小規模な施設を示すことが一般的である。生産のための工場は製作所、製造所と呼ばれることもある（それが社名になっている会社もある）。そのほか企業内では事業所、事業場などと呼ばれることもある。

## 概要
工場で製造する製品に応じた機械設備が設置されている。
立地
小規模から中規模の工場は、内陸地域に設置されることが多い。特定の地域に工場が自然と集中し工業集積地（工業地域）となることも多い。また意図的に開発された工業団地内に建設されることも多くなった。

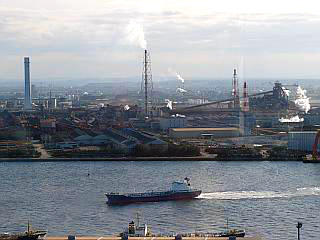
大規模な工場の例（JFEスチール東日本製鉄所・千葉地区）

一方、石油や鉄鋼などの大規模な工場は、原料の搬入や製造した製品の搬出の便を図るために、海岸沿いの臨海部に設置されることが多い。石油コンビナート、製鉄所などはそれ自体が非常に規模が大きく、また関連工場も多くは近隣に設けられ、一大工業地区を形成する。
予備知識
なお、かなり小規模で一人ないし数名程度が働く施設は工房ということが多い。

## 種類
製造業や加工業は業種が細分化されており、工場も業種の数だけ細分化されている。
製造業の工場は製造の業種ごとに細分化されている。
金属素材を生産する工場については、製銑・製鋼・圧延をして鉄材や鋼材を生産する工場は製鉄所、アルミを精錬する工場はアルミ精錬工場、銅を生産する工場は銅溶錬工場などと分類する。アルミは何度でも溶かしてリサイクルされ一旦精錬されたアルミの75%は何度でも再利用され続けているので、アルミ精錬工場の数は減ってきており代わりにアルミリサイクル工場が増えてきている。
鋳鉄・銅合金・アルミニウム合金・鋼などを溶かして型に流し込み鋳物を作る工場は鋳物工場という。
加工するための工場も、鉄材や鋼材を加工する工場は鉄工所、その中で切削加工に特化した工場は切削工場、研磨加工に特化した工場は研磨工場などと細かい分類も可能で、メッキ加工をするための工場はメッキ工場、塗装するための工場は塗装工場などと加工の種類だけ細分化できる。
丸太から材木を生産する工場は製材工場といい、木材の加工を行う工場は木工所（もっこうじょ）という。
化学物質を製造する工場は化学工場と言い、その中核となっている生産施設や装置を化学プラント（en:Chemical plant）という。
完成品の工場については、たとえば自動車メーカーが部品工場を運営する会社から納入された部品を集めて組み立てて自動車を製造するための工場は自動車工場、バッテリーメーカーがバッテリーを製造するための工場はバッテリー工場、半導体メーカーが半導体（集積回路類）を製造するための工場は半導体工場、楽器メーカーが楽器を製造するための工場は楽器工場、家具を製造する工場は家具工場などと分類される。
造船会社が船舶を建造する施設は造船所という。軍艦・兵器・軍需品の工場は工廠や兵器工場（アーセナル）と言う。
繊維から糸を紡ぐ工場は紡績工場、糸を織り織物を作る工場は織物工場、布を裁断しミシンで縫い合わせる工場は縫製工場、糸を機械で編んで編物（ニット）を作る工場は編物工場（ニット工場）という。
水産物を加工する工場は水産加工工場、食肉を生産するための工場は食肉工場ということもあるがと畜場や食鳥処理場ということが多く、野菜を洗浄したりカット・加熱などする工場は野菜工場や野菜加工工場、穀類から穀粉を製造する工場は製粉工場（製粉所）、食品メーカーが食品を製造するための工場は食品製造工場という。
乗り物の整備工場としては自動車整備工場、オートバイ整備工場、船舶整備工場、航空機整備工場（機体整備工場）など、乗り物の種類ごとにある。（なお、自動車整備工場やオートバイ整備工場は多くの一般人が車検毎に使い、一般人も馴染みのある工場である）。 自動車のボディーのへこみを直す工場は板金工場（ばんきんこうじょう）という。

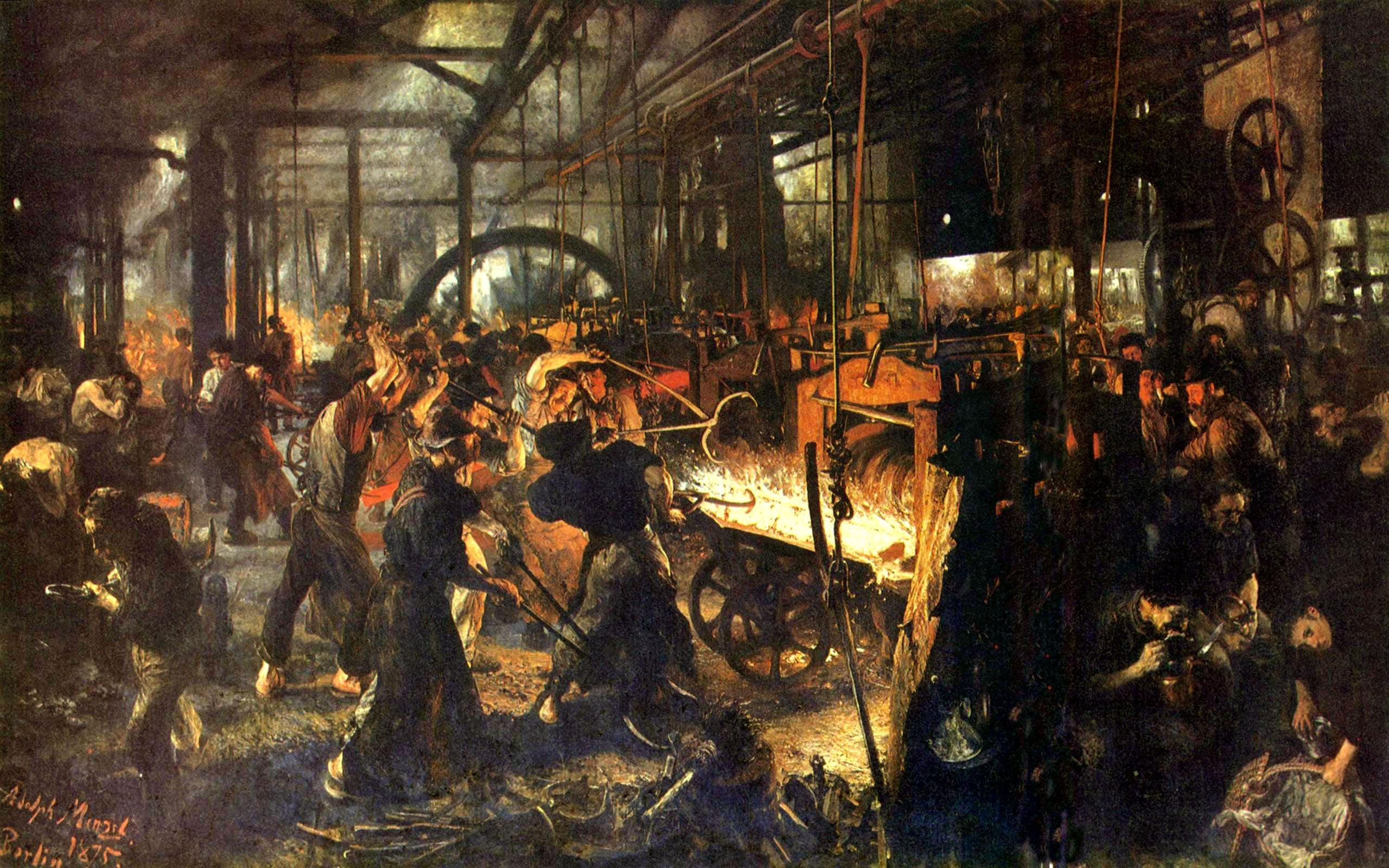
金属工場
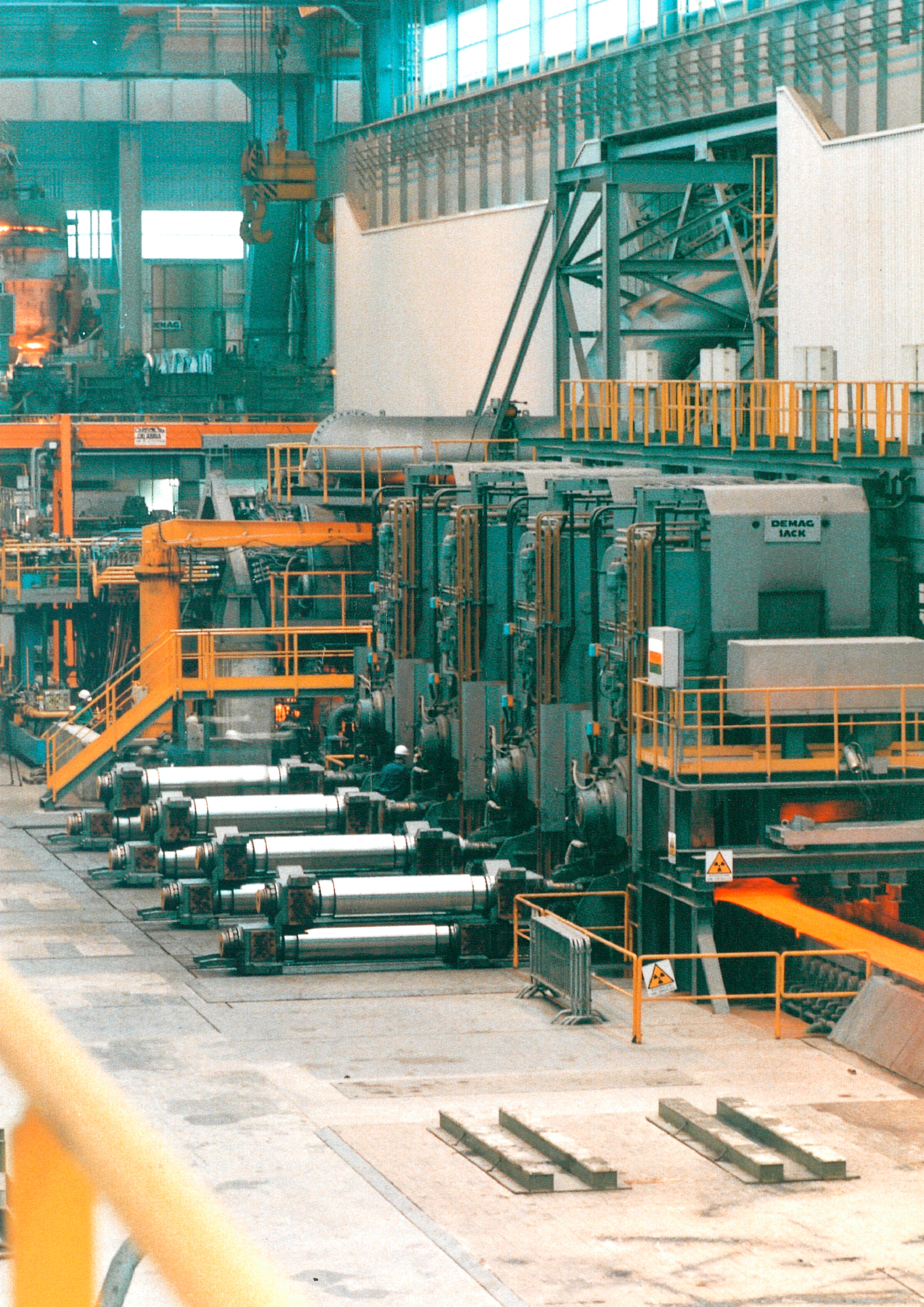
製鉄所の圧延工程
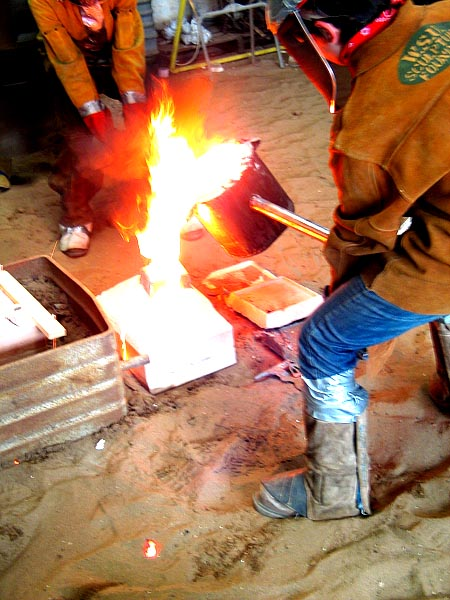
鋳物工場
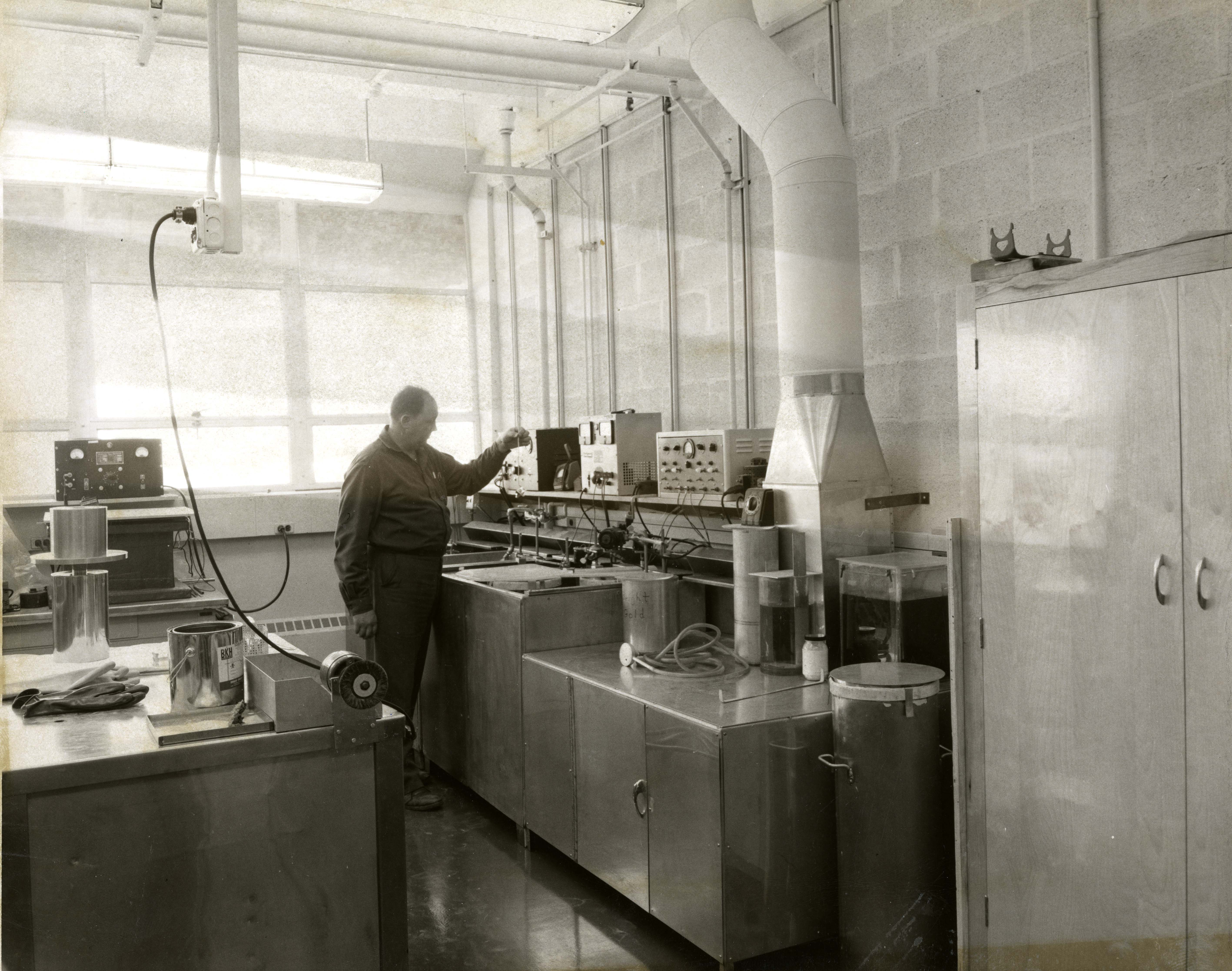
メッキ工場
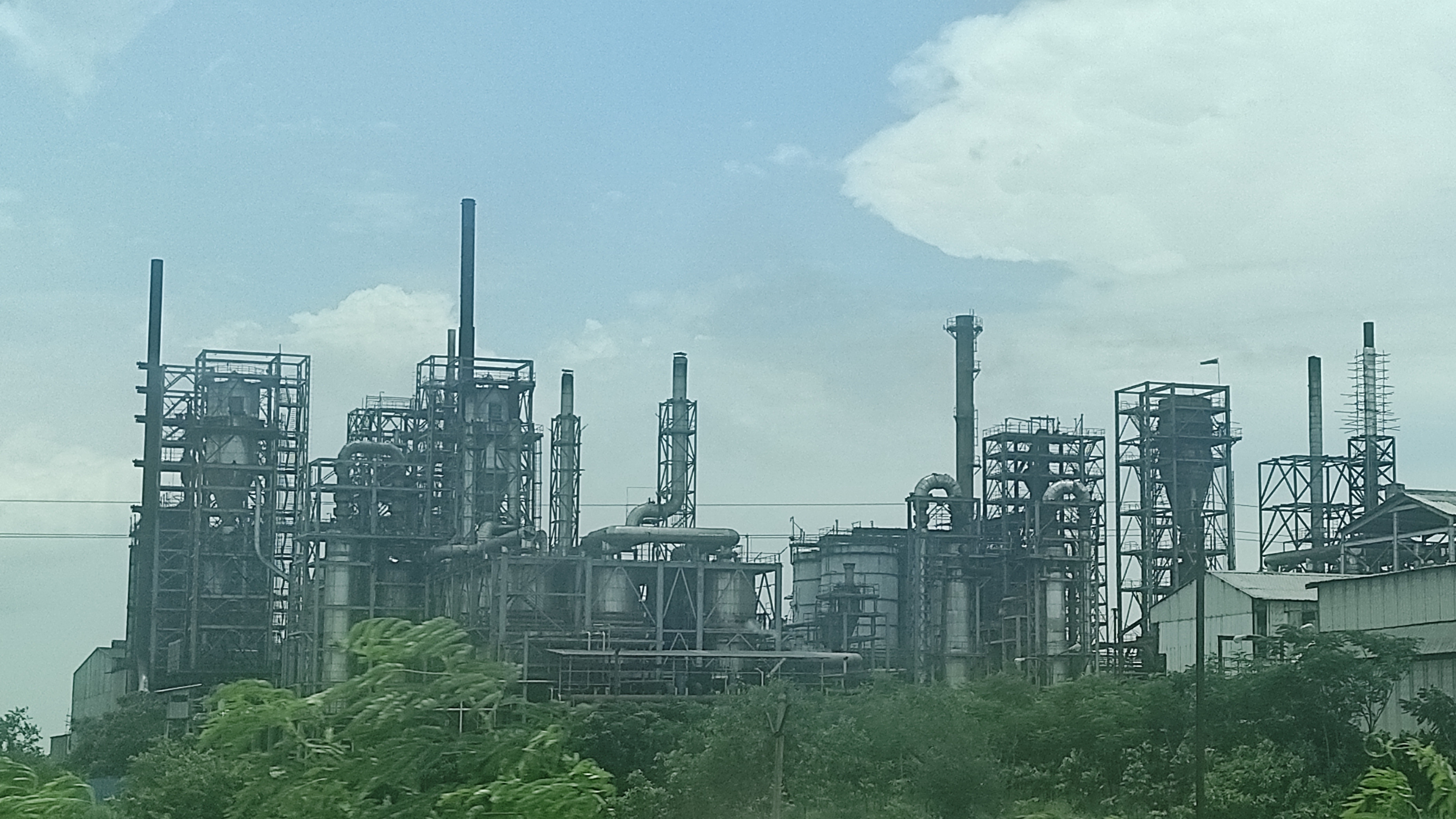
化学工場
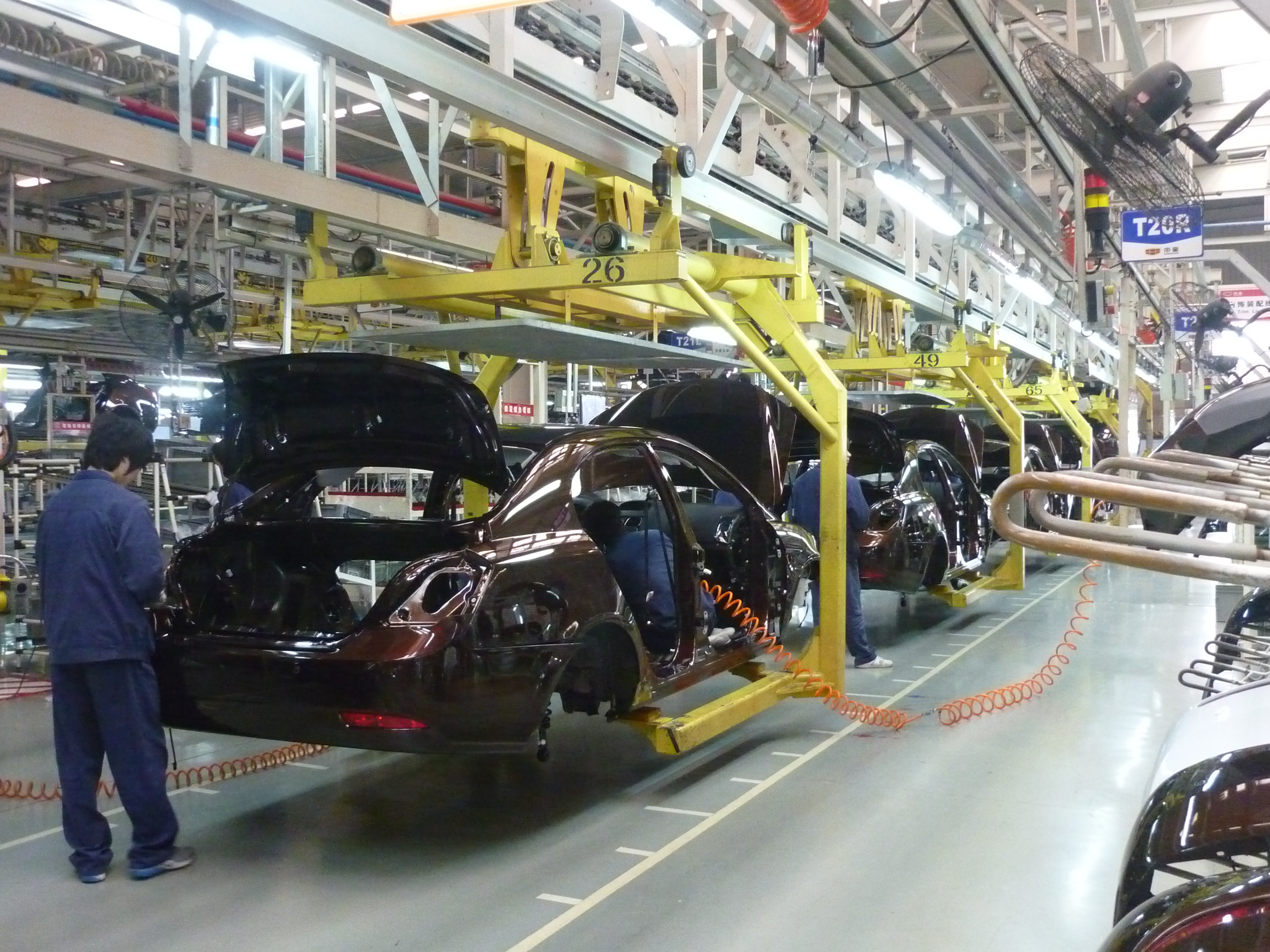
自動車工場
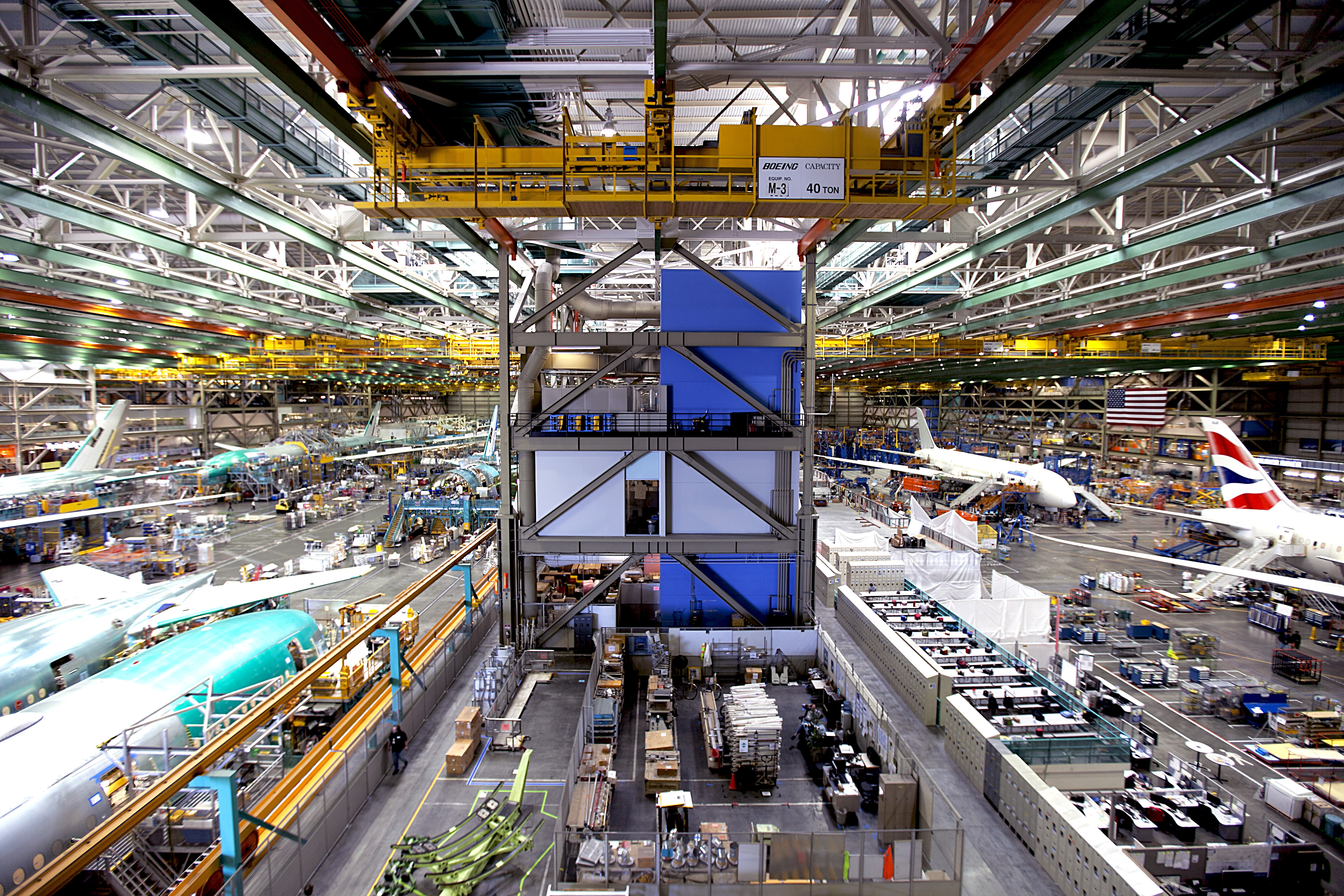
ボーイング社の航空機工場
スタインウェイのピアノ工場
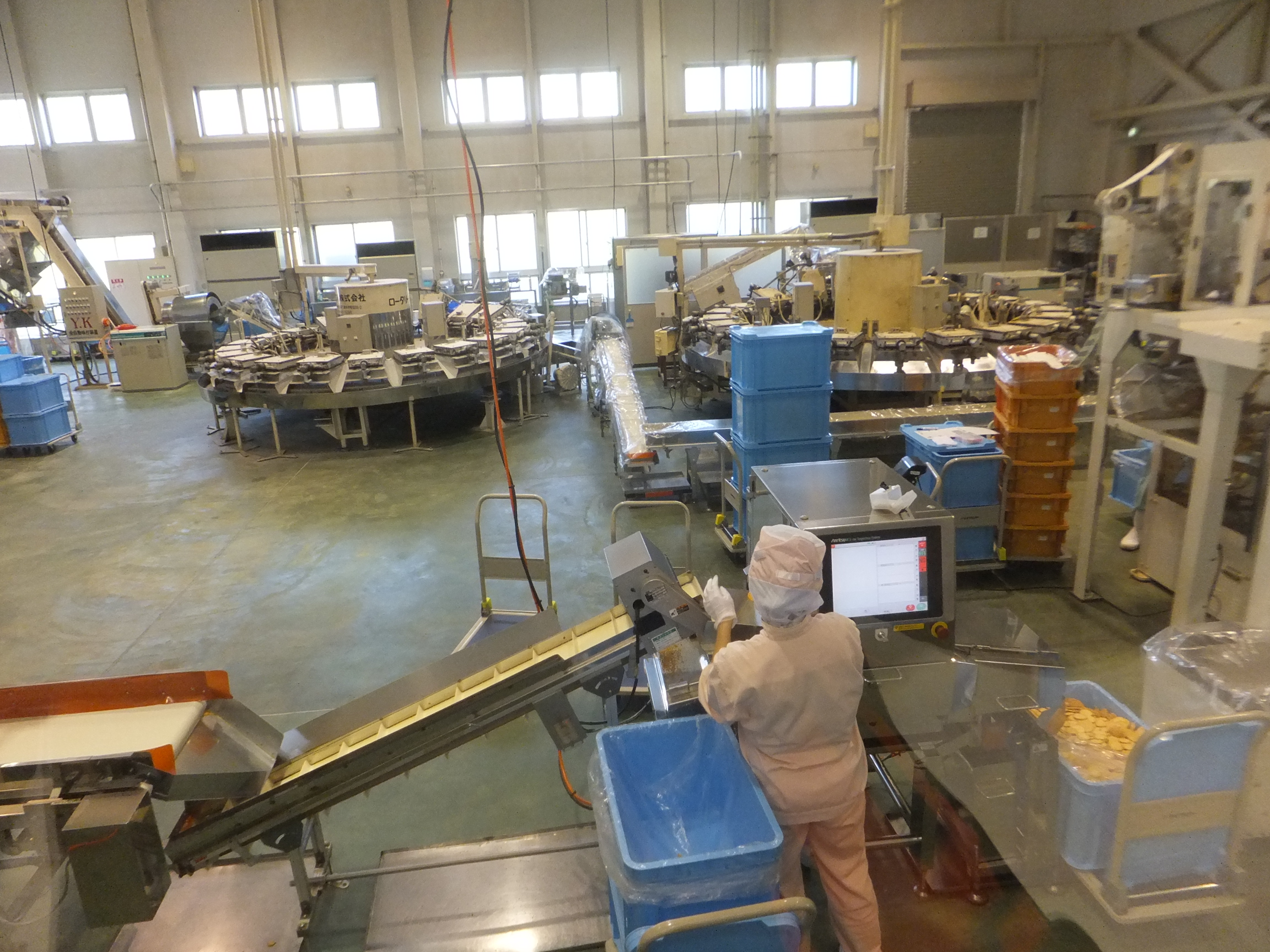
食品工場
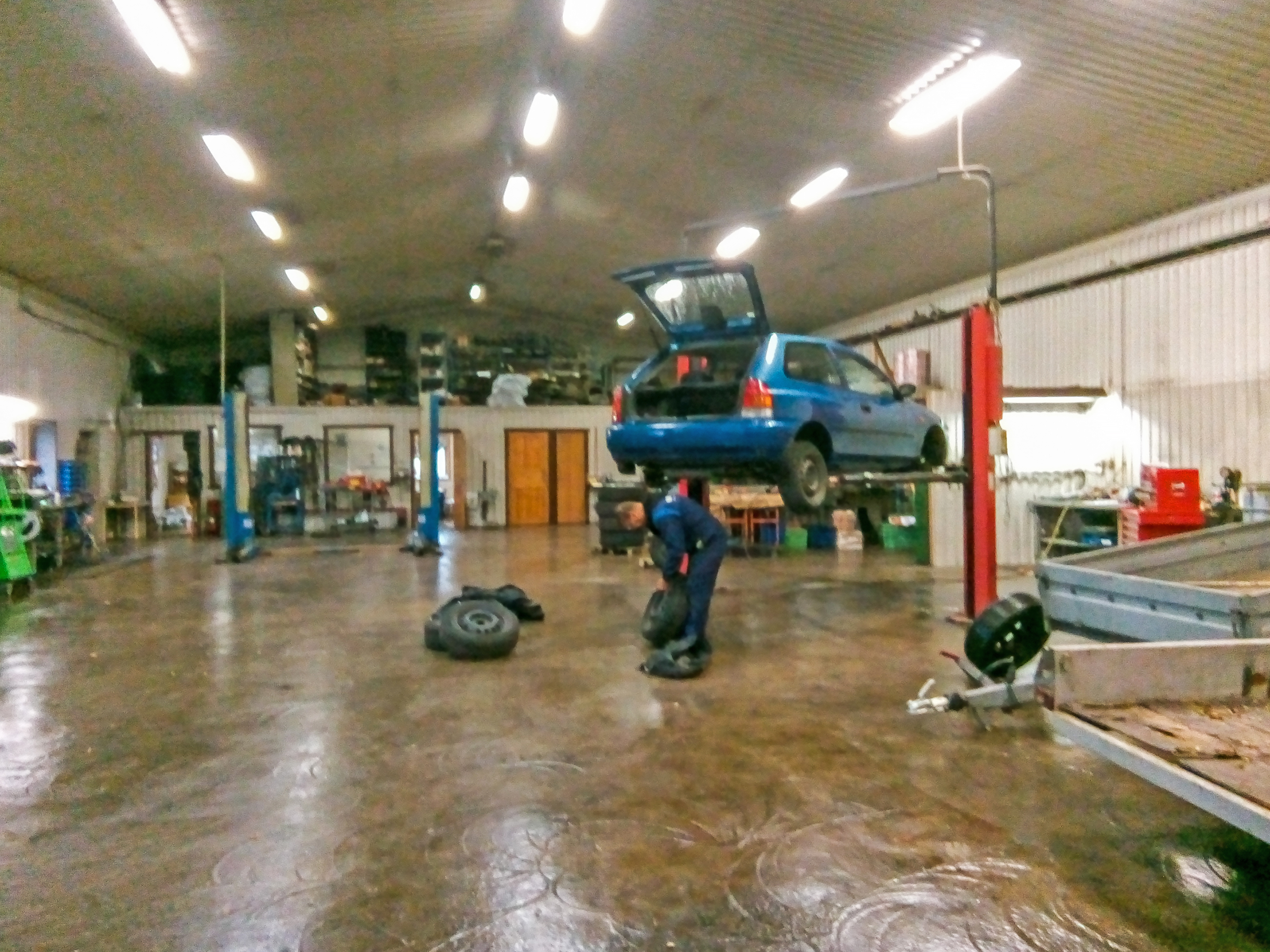
自動車整備工場

## 歴史

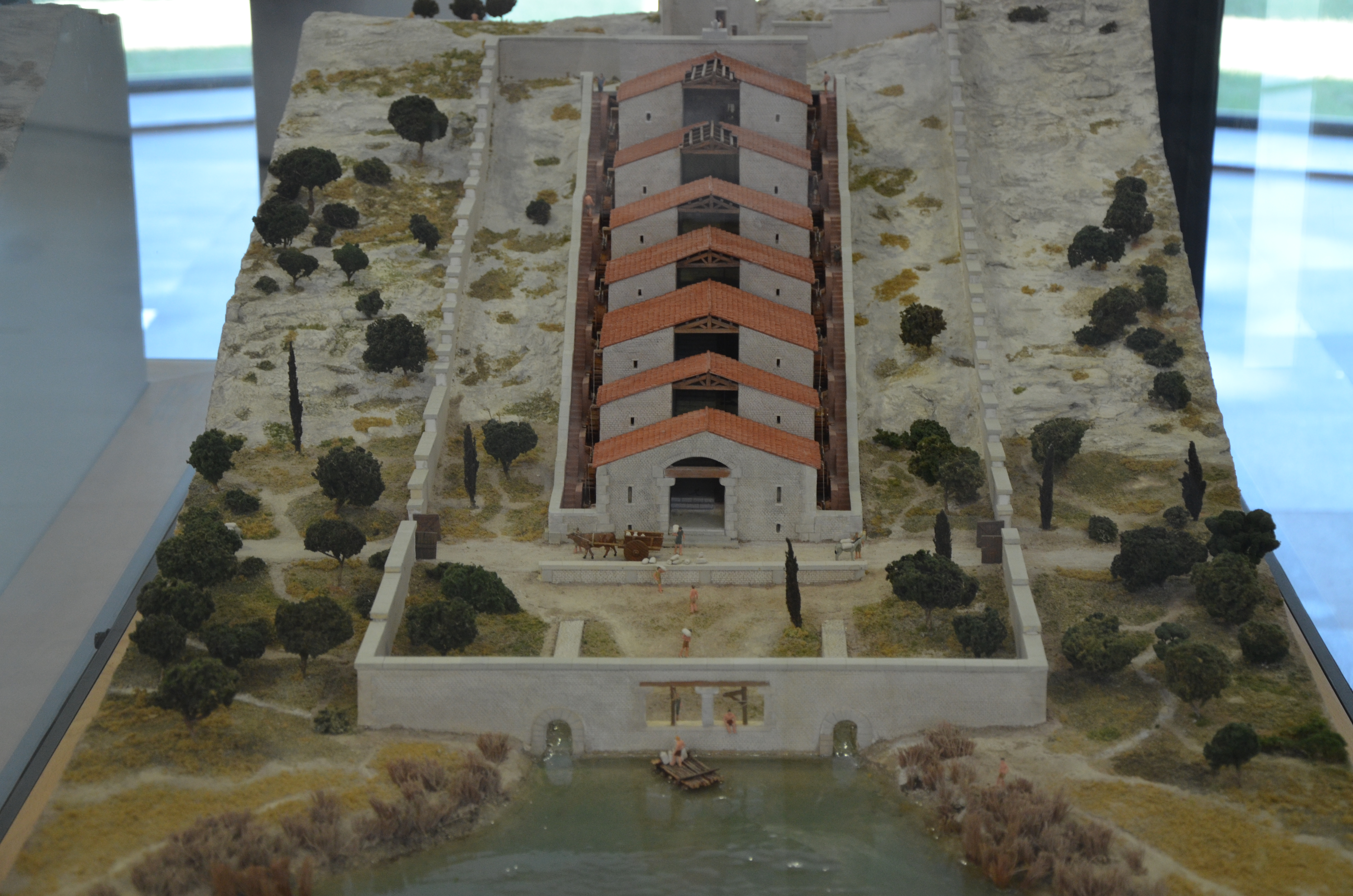
バルブガル水道と水車群跡の再現模型

2世紀頃には製粉工場であるバルブガル水道と水車群跡がローマ帝国の領域内、現在の南フランスに当たる場所で建設され、4世紀頃までには一日あたり28トンの穀粉、ローマ帝国の住民で言うと80,000人分に相当にする穀粉を生産できる状態になっていた。
近代的な工場が出来たのは1770年頃のイギリスである。1769年にイギリスのリチャード・アークライト（Richard Arkwright）が水力を使った紡績機を発明した。この紡績機は非常に高速で強い糸を紡ぐことが出来たが、利用するには水車のある場所に設置しなければならなかった。アークライトは1770年頃、靴下製造業者であったサミュエル・ニード、ジェディダイア・ストラットらと組んで、ダービーシャー州のクロムフォードに、何台もの紡績機を集め、全ての紡績機の動力となる水車を備えた紡績工場を作った。これが近代的な工場の出発点とされ、産業革命の要因の1つともなった。

## 日本の工場
日本において、働く人の数が300人以上の工場を「大工場」、300人未満の工場を「中小工場」と呼ぶ。さらに29人以下の工場は「小工場」と呼ばれる。
大工場の例としては、自動車工場や化学工場、電化製品工場などが挙げられる。ほとんどは重化学工業である。
中小工場の例としては、部品工場や食品工場、繊維工場、日用品工場などが挙げられる。中小工場は、大企業の下請けが多く、大工場でつくっている製品の部品などを作っている工場が多い。部品工場のことを、最終製品を作っている工場からの視点で、関連工場ともいう。
日本にはおよそ36万もの工場がある（2017年）が、そのうち99%以上が中小工場であり、大工場はわずか1%未満である。外国に比べると、日本の中小工場の割合は大きい。しかし、中小工場に仕事を発注する大工場の海外移転の増加などに伴い、日本の中小工場の数は年々減少傾向にある。日本の全工場で大工場と中小工場を比較した場合、従業員数は中小工場が約7割を占めるが、生産額は中小工場が全体のおよそ半分である。
中小工場ではそれぞれの優れた技術を持つ職人が多く働いているが、従業員の高齢化による後継者不足が問題となっている。また、中小工場は景気の影響を受けやすいため、経営的に厳しい状況になることもある。
|            | 大工場        | 大工場 | 中小工場      | 中小工場 | 総数         |
| ---------- | ------------- | ------ | ------------- | -------- | ------------ |
| 工場数     | 3248          | 0.9％  | 35万7596      | 99.1％   | 36万844      |
| 従業員数   | 249万人       | 31.5％ | 541万人       | 68.5％   | 790万人      |
| 工業生産額 | 169兆4089億円 | 52.6％ | 152兆6613億円 | 47.4％   | 322兆703億円 |

## 工場と周辺地域の関係
特に大規模な工場や工場集積地は多くの労働者を必要とするので、労働者が使う店舗も工場の周辺に集まることもある。工場を中心として形成される生活圏を企業城下町と呼ぶこともある。

## 文化
工場見学と呼ばれる内部見学を行うツアーが組まれることがある。また、工場によっては見学用の施設を設置する場合もある。

### 工場内部を見学する番組の例
- 探検ファクトリー（NHK総合（大阪局制作）） ‐ NHKの工場見学バラエティ[16][17]。
- 工場へ行こう（テレビ愛知）